# Dish, Texas
DISH là một thị trấn thuộc quận Denton, tiểu bang Texas, Hoa Kỳ. Năm 2010, dân số của thị trấn này là 201 người.

## Dân số
- Dân số năm 2000: người.
- Dân số năm 2010: 201 người.